# (6930) 1994 VJ3
1994 في جاي 3 (ويعرف أيضًا باسم (6930) 1994 في جاي 3 وفق تسمية الكوكب الصغير) (بالإنجليزية: 1994 VJ3)‏ هو كويكب ضمن حزام الكويكبات؛ وترتيبه 6930 من حيث الاكتشاف.
اكتُشف هذا الجُرم الفلكي بواسطة هيروشي كانيدا في 7 نوفمبر 1994.

## وصلات خارجية
- (6930) 1994 VJ3 في قاعدة بيانات مختبر الدفع النفاث لأجرام النظام الشمسي الصغيرة

- الاكتشاف · مخطط المدار ·  العناصر المدارية · المعلمات المادية

- (6930) 1994 VJ3 على موقع ويكي سكاي: DSS2, SDSS, GALEX, IRAS, Hydrogen α, X-Ray, Astrophoto, Sky Map, Articles and images